# Кокдала-улкен
Кокдала-улкен (каз. Көкдала-үлкен) — село в Сарысуском районе Жамбылской области Казахстана. Входит в состав Досболского сельского округа. Код КАТО — 316047500.

## Население
В 1999 году население села составляло 130 человек (76 мужчин и 54 женщины). По данным переписи 2009 года, в селе проживало 68 человек (33 мужчины и 35 женщин).